# Louis Néel
Louis Eugène Félix Néel (Lyon, 22 de noviembre de 1904- Brive-la-Gaillarde, 17 de noviembre del 2000) fue un físico y profesor universitario francés galardonado en 1970 con el Premio Nobel de Física.

## Biografía
Nació el 22 de noviembre de 1904 en la ciudad francesa de Lyon. En 1924 ingresó en la Escuela Normal de París, doctorándose en ciencias físicas en 1932 en la Universidad de Estrasburgo, donde sería profesor entre 1937 y 1945.
Profesor de la Facultad de Ciencias de Grenoble entre 1945 y 1976, será sucesivamente Director del Laboratorio de Pruebas Mecánicas del Instituto Politécnico de Grenoble entre 1942 y 1953, director del Laboratorio de Electrostática y de Física del Metal de Grenoble entre 1946 y 1970 y finalmente Director de Laboratorio de Magnetismo de Grenoble entre los años 1971 y 1976.
Fue nombrado miembro de la Academia Francesa de Ciencias en 1953 entró a formar parte de la Academia Estadounidense de las Artes y las Ciencias en 1966. También fue galardonado con la Gran Cruz de la Legión de Honor.
Néel además fue miembro del Consejo de administración del CNRS francés, y más tarde, presidente de la Comisión de Físicas del mismo CNRS, y representante de Francia en el Comité Científico de la OTAN.
Finalmente, Néel murió el 17 de noviembre del año 2000.

## Investigaciones científicas
Sus contribuciones a la física del estado sólido han encontrado usos útiles numerosos, particularmente en el desarrollo de la mejora de las unidades de memoria de los ordenadores.
En 1930 determinó la existencia de una nueva forma de comportamiento magnético: el antiferromagnetismo, nombrado así por la oposición al ferromagnetismo. Así pues demostró como, a cierta temperatura, denominada la temperatura de Néel, este comportamiento se detiene. Néel precisó en 1947 los materiales que también podrían presentar comportamientos ferrimagnéticos. Por otra parte, dio una explicación al magnetismo débil de ciertas rocas, haciendo posible el estudio de la historia del campo magnético terrestre.
En 1970 fue galardonado con el Premio Nobel de Física por sus trabajos sobre el antiferromagnetismo y el ferrimagnetismo, premio compartido con el astrónomo Hannes Olof Gösta Alfvén, el cual fue galardonado por sus trabajos relacionados con el plasma.